# Anton Lahdenperä
Anton Lahdenperä, född 19 mars 1985 i Gällivare, är en svensk alpin skidåkare som tävlar för Gällivare SK. Han gjorde sin världscupdebut i slalom i Wengen den 16 januari 2005, där han körde ur.
Lahdenperä tävlar bara i slalom. Säsongen 2007/2008 slutade han 27:a i den totala slalomcupen, vilket är hans bästa placering i slalomcupen hittills i karriären.